# Kutî, Șumsk
Kutî (în ucraineană Кути) este un sat în comuna Vaskivți din raionul Șumsk, regiunea Ternopil, Ucraina.

## Demografie
Componența lingvistică a localității Kutî
     Ucraineană (99,28%)
     Alte limbi (0,72%)
Conform recensământului din 2001, majoritatea populației localității Kutî era vorbitoare de ucraineană (99,28%), existând în minoritate și vorbitori de alte limbi.